# Classe 77
Les classe 77 sont une série de locomotives diesel dérivées techniquement de la série Classe 66 grâce à leur puissance ainsi que par quelques autres modifications, notamment l'ajout de climatisation pour les Cabines ou encore l'ajout de portes donnant accès au moteur supplémentaires.
Elles sont utilisées en France principalement par Euro Cargo Rail (filiale de la DBAG), et par Captrain France (filiale de la SNCF) en location. 